# Chiesa di Sant'Andrea (Laverstock)
La chiesa di Sant'Andrea (in inglese Church of St Andrew), è la chiesa anglicana che si trova nel villaggio e parrocchia civile di Laverstock nella contea del Wiltshire nel Sud Ovest dell'Inghilterra, Regno Unito. La storia del luogo di culto inizia attorno al XIV secolo, rientra nella diocesi di Salisbury ed è considerato un monumento di seconda categoria per il suo particolare interesse storico e architettonico.

## Storia

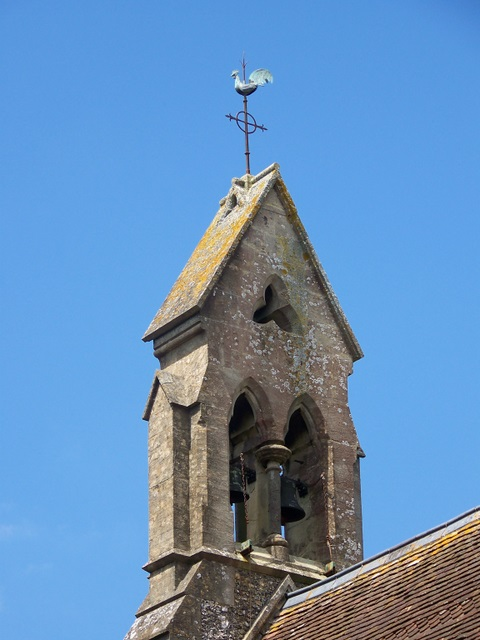
Campanile a vela

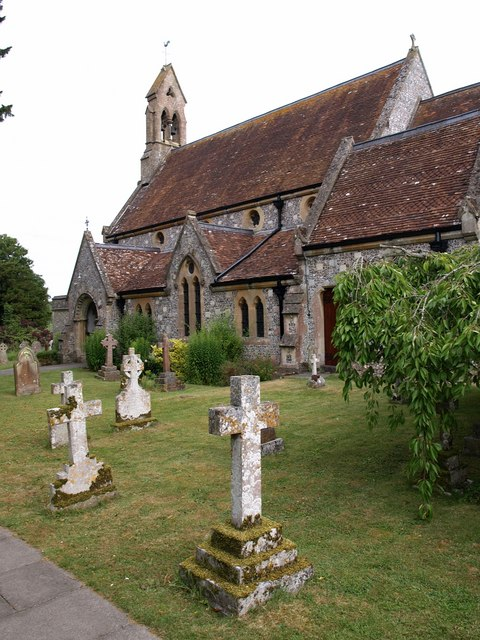
Chiesa di Sant'Andrea col suo cimitero

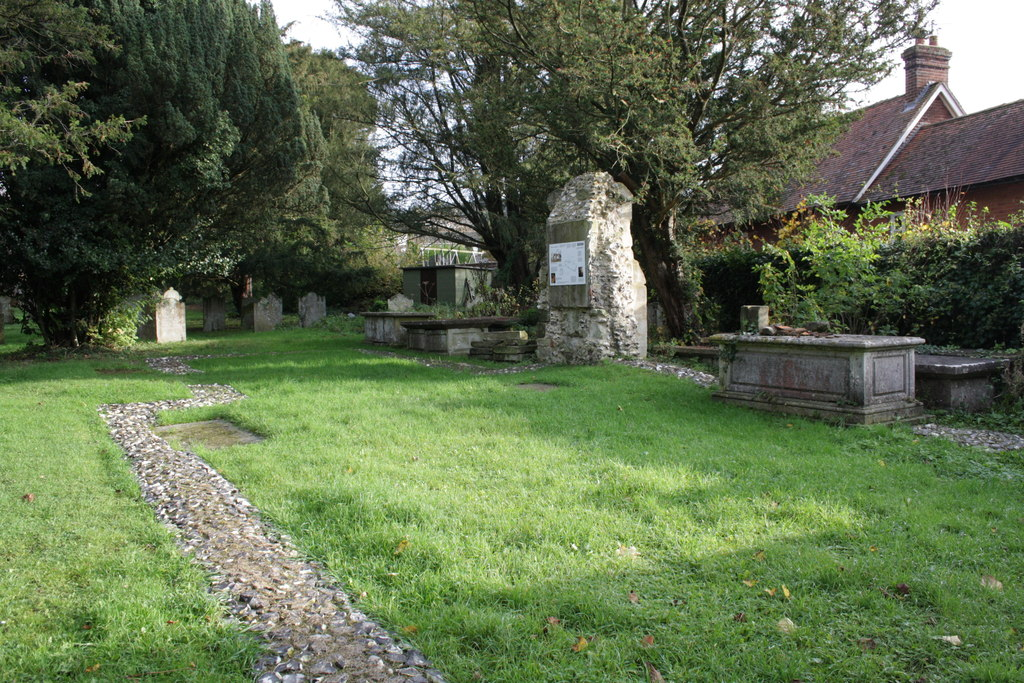
Cimitero della chiesa con i resti della precedente chiesa medievale di Sant'Andrea

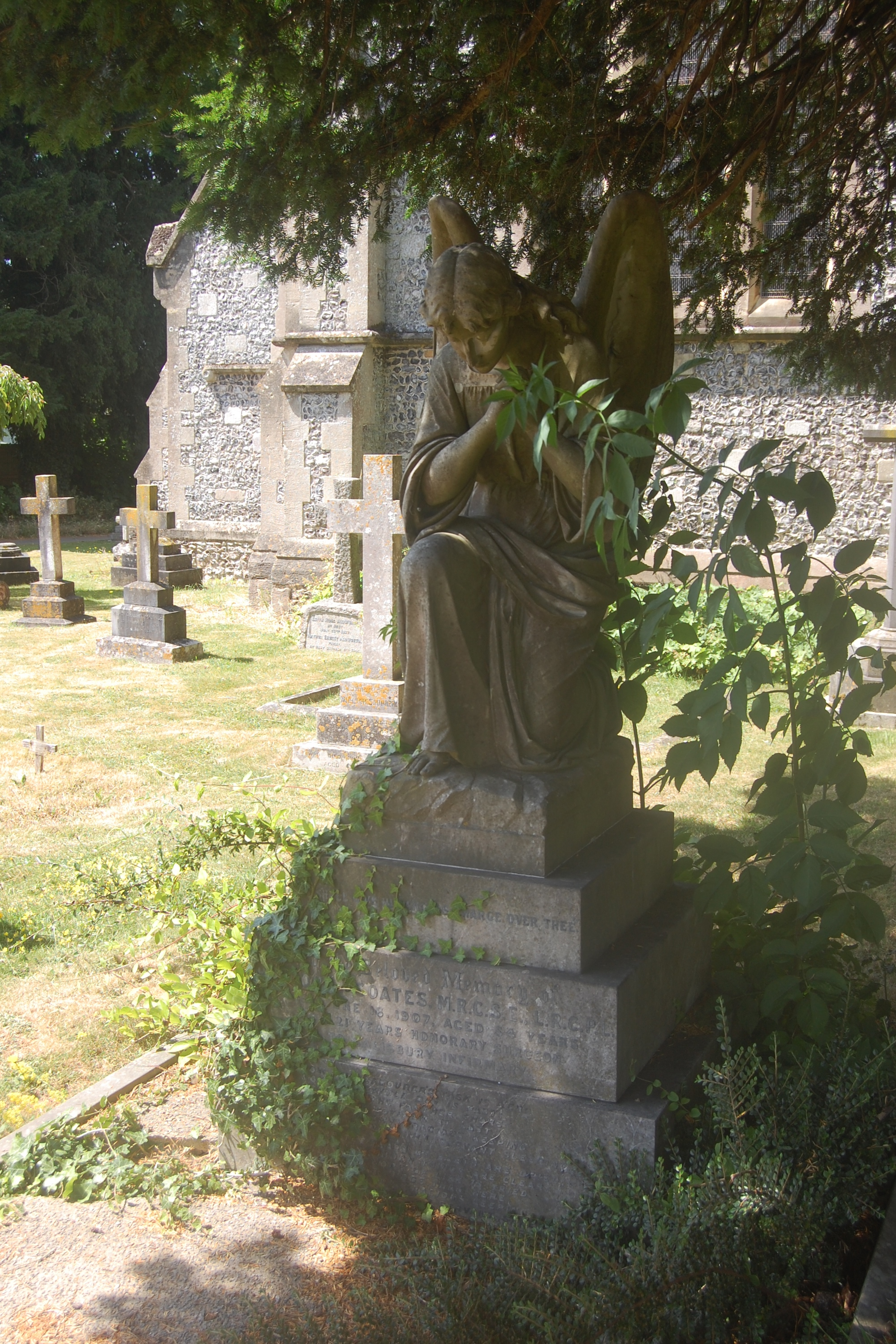
Particolare di tomba nel cimitero

La chiesa parrocchiale anglicana con dedicazione a Sant'Andrea fu costruita tra il luglio 1857 e il luglio 1858 su progetto di T. H. Wyatt, in quel periodo un progettista di chiese nel Wiltshire e nel Dorset. Il luogo di culto fu edificato in sostituzione di una precedente chiesa medievale che si trovava a circa 50 metri a sud-ovest e della quale rimangono solo un contrafforte e un breve tratto di muro. Alcune parti della vecchia struttura vennero recuperate per il nuovo edificio. Altre parti, come antiche vetrate, vennero recuperate dalla cattedrale di Salisbury dal canonico Stanley Baker dopo una ricerca durata diversi anni al termine della quale donò i vetri a Laverstock nel 1939, dopo che la cattedrale si rifiutò di riprenderli. Baker donò alla chiesa anche del legno di quercia intagliato, forse di fattura tardo medievale gallese, per formare parte della traversa del presbiterio. Inoltre fu probabilmente lui a fornire i vetri dorati e bianchi, forse opera fiamminga del XVI secolo, nella cappella sud. La chiesa originaria era una chiesa reale, quindi sotto la giurisdizione del monarca, non dei vescovi, che fu espropriata dal vescovo Poore nel XIII secolo. La chiesa di Sant'Andrea a Laverstock è retta da un rettore della parrocchia adiacente.

## Descrizione
L'English Heritage ha inserito dal 28 marzo 1985 la chiesa di Sant'Andrea di Laverstock tra gli edifici storici come monumento classificato di seconda categoria col numero 1355734. Il luogo di culto appartiene alla diocesi di Salisbury.

### Esterni
Il luogo di culto si trova nella parte settentrionale dell'abitato Laverstock, villaggio e parrocchia civile nel Sud Ovest, Inghilterra, Regno Unito. Si presenta in stile gotico inglese e si tratta di una struttura in selce con rivestimenti in pietra a conci bugnati. L'edificio è di grandi dimensioni con navata centrale, navata laterale sud, presbiterio, cappella sud, portico sud e aula parrocchiale annessa all'estremità ovest, con campanile a vela sul timpano ovest. Nel campanile vi sono due campane. Il portico sud a timpano presenta una porta romanica con modanatura che incorpora alcune pietre originali e fusti annessi. Vi sono contrafforti angolari e tre archi a sesto acuto sul lato ovest. La finestra occidentale e le altre finestre presentano vetrate a grisaglia del XIII secolo riutilizzate dalla cattedrale di Salisbury, rinvenute nel fossato cittadino nel 1933. Le finestre del presbiterio riutilizzano vetrate istoriate del XVIII e dell'inizio del XIX secolo. Il lato nord del presbiterio presenta vetrate istoriate della fine del XIX secolo dedicate alla famiglia Greenly. Le lapidi a muro nel portico sud sono del XVIII secolo e dell'inizio del XIX secolo, tra cui una con una bella iscrizione dedicata a Peter Bathurst di Clarendon Park, morto nel 1718. L'arco sopra l'ingresso del portico proveniva dalla vecchia chiesa. È decorato nello stile noto come chevron a dente di sega, una caratteristica dell'architettura romanica del periodo compreso tra il X e il XII secolo. Nell'estremità occidentale del sagrato e all'interno del cimitero si trovavano resti di edifici religiosi risalenti al XII secolo e probabilmente anche prima, oltre a monumenti della famiglia Bathurst e altre lapidi.

### Interni
La sala interna è ampia e ben arredata e con finestre sud ed est riccamente dipinte. La porta interna ha un arco a sesto acuto con ghiera e terminali fogliati. La porta che conduce alla navata sud è simile. La navata laterale sud presenta una bifora con traforo a lastra e ghiera a sinistra del portico e a destra si trovano due archi a sesto acuto ai lati della bifora centrale con traforo a lastra e ghiera a lastra con terminali fogliati, sormontata da timpano. La cappella sud ha un portale con spallette, bloccato dall'interno, e una cuspide a sesto acuto a destra. La finestra est della cappella è un gruppo di tre cuspide a sesto acuto, con una cornice continua all'estremità est della chiesa. Il presbiterio presenta una finestra a due luci con traforo a piastra e stipite a cappa sul lato sud, una finestra a tre luci con traforo a piastra e stipite a testa intagliata all'estremità est e tre cuspide a sesto acuto sul lato nord. La navata nord presenta una finestra a tre luci con traforo a piastra e due finestre a due luci con traforo a piastra. La finestra ovest è a quattro luci. Il presbiterio ha una copertura interna a travi a forbice, arco a sesto acuto a doppia smussatura, arco a sesto acuto verso la cappella sud e porta con modanatura a falda e terminali a fogliami. Tutti gli arredi interni sono originali vittoriani. Il fonte battesimale ottagonale è tardo medievale. Nella sala si conservano diversi monumenti commemorativi che vi furono trasferiti dalla vecchia chiesa, il più antico dei quali è in ottone del 1530.